# HD 13530
HD 13530，又名BD+50 481，SAO 23047、HR 645，是一颗恒星，视星等为5.31，位于銀經135.85，銀緯-9.73，其B1900.0坐标为赤經2h 6m 57s，赤緯+50° -9.73′ 5″。